# Romeo a Julie (film, 1996)
Romeo a Julie (v originálním názvu Romeo + Juliet) je americká romantická a dramatická adaptace stejnojmenné divadelní hry Williama Shakespeara. Film režíroval Baz Luhrmann a v hlavních rolích se objevili Leonardo DiCaprio a Claire Danesová.
Snímek je zkrácenou modernizací Shakespearovy hry. Sice si zachovává původní shakespearovské dialogy, ale Montekové a Kapuleti jsou reprezentováni jako bojující obchodní impéria a meče jsou nahrazeny pistolemi (se značkami jako „Dagger“ (dýka) a „Sword“ (meč)).
Také se změnila některá jména. Pan a paní Montekovi a pan a paní Kapuletovi dostali křestní jména (oproti Shakespearovu originálu, kde jejich křestní jména nebyla nikdy zmíněna), z mnicha Vavřince se stal otec Vavřinec a Princ Eskalus byl přejmenován na kapitána Prince. Ve snímku se také neobjevil bratr Jan, který byl v původní hře. Některé postavy byly také přesunuty z jedné rodiny do druhé – v původní verzi jsou Řehoř a Sampson Kapuleti, ale ve filmu jsou Monteky (Abra a Petruchio jsou naopak přesunuti od Monteků ke Kapuletům).
Kromě toho bylo několik detailů ve filmu pozměněno, včetně děje před zakončením filmu.

## Obsah filmu
Ve fiktivním současném místě s názvem „Verona Beach“ jsou Kapuleti a Montekové úhlavními nepřáteli. Nepřátelství starší generace — Fulgencia a Glorie Kapuletových a Teda a Caroline Montekových – pociťují jejich mladší příbuzní. Přestřelka mezi Monteky, které vede Romeův bratranec Benvolio a Kapulety, které vede Juliin bratranec Tybalt, vytvoří ve městě chaos. Náčelník policie, kapitán Prince, kárá rodiny a varuje je, že pokud bude toto chování pokračovat, tak jejich životy „zaplatí pokutu na míru“.
Benvolio se setkává na pláži s Romeem. Při hraní kulečníku se dozví o večírku, který se bude ten večer konat u Kapuletových a rozhodnou se na něj jít (Romeo souhlasí že půjde, poté, co se dozví, že se ho zúčastní i jeho tajná láska Rosaline).
Montekové se setkávají se svým přítelem Merkuciem, který má vstupenky na večírek u Kapuletových. Romeo si od Merkucia vezme pilulku extáze a vydávají se k sídlu Kapuletů. Efekty drogy a celý večírek jsou na Romea až příliš a odchází na toalety. Během obdivování akvária se setkává s Julií. Tybalt spatří Romea a vyhrožuje mu, že ho zabije za to, že vstoupil do jejich domu, ale Fulgencio ho zastaví.
Romeo a Julie se proplíží do výtahu a začnou se líbat. Chůva je zahlédne, když se zavírají dveře výtahu, odtáhne Julii pryč a prozradí ji, že Romeo je Montek. Ve stejnou chvíli Romeo přichází na to, že Julie je z rodu Kapuletů. Mercutio odvádí Romea z večírku, ale Romeo se plíží zpět a ukryje se pod Juliiným balkonem. Julie se objeví na zahradě a prohlašuje svou lásku k němu zatímco se za ní Romeo plíží. Julie je vyděšena, že kvůli ní riskoval smrt, ale Romeo ji řekne, že ho nezajímá jestli o chytí. Julie ví, že se po ní shání její chůva a řekne mu, že když ji něco vzkáže následující den, bude jeho. Romeo navštíví otce Vavřince a řekne mu, že si chce Julii vzít. Vavřinec souhlasí s tím, že je oddá a doufá že jejich sňatek pomůže zničit napětí mezi oběma rodinami. Romeo předává zprávy Juliině chůvě a milenci jsou oddáni.
Tybalt se setkává s Merkuciem zrovna, když přijíždí i Romeo, který se je snaží usmířit, ale Tybalt na něj útočí. Merkucio mezi ně zasáhne a chce Tybalta zastřelit, než ho zastaví Romeo. Tybalt Merkucia těžce zraní, Merkucio se v popření směje, že jde pouze o „škrábanec“ ale brzy nato si uvědomuje, že zranění je vážnější, než si myslel. Je rozhněvaný z neustálé smrti kolem sebe a utíká domů o několik okamžiků později však umírá v Romeově náručí. Romeo je rozzlobený, že Merkucio, ani Kapulet ani Montek, byl zavražděn a zastřelí Tybalta.
Kapitán Prince vyhostí Romea z města. Romeo se schovává u otce Vavřince a řekne mu, že by radši zemřel než by byl vyhoštěn. Vavřinec mu jako protiklad řekne, že výsledkem jeho činů by pro něj mohla být smrt a ne pouhé vyhoštění, ošetří Romeova zranění a řekne že po uplynutí nějakého času pomůže Romeovi vrátit se zpět do města a usmířit se s rodinou a přáteli. Chůva řekne Romeovi, že na něj Julie čeká. V sídle Kapuletů se Julie modlí, vyděšená z všeho, co se stalo. Když Romeo vyšplhá na její balkon, políbí ho a naplní své manželství. Fulgencio se rozhodne, že si Julie vezme Parida, syna guvernéra.
Další ráno Romeo těsně unikne před Juliinou matkou, která ji sdělí, že byla zaslíbena Paridovi. Julie si ho odmítá vzít a otec ji vyhrožuje, že ji jinak vyhodí z domova. Její matka a chůva ji ujišťují, že by bylo v jejím nejlepším zájmu vzít si Parise. Julie se setkává s otcem Vavřincem, vyhrožuje sebevraždou a prosí ho, aby ji pomohl. Vavřinec ji navrhuje, aby vypila lektvar po kterém bude vypadat mrtvá, byla dána do hrobky a probudila se o 24 později. Romeo se o spiknutí dozví, proplíží se do hrobky a jakmile se oba dva sejdou, mohou odjet do Mantovy. Vavřinec jí dá lektvar, který ji umožní vypadat jako mrtvá a Julie ho večer vypije. Je nalezena ráno, prohlášena za mrtvou a umístěna do hrobky. Baltazar, jeden z Romeových nejlepších přátel, zjistí, že je Julie mrtvá a spěchá to říci Romeovi, který není doma, když mu posel přijde předat dopis, kde je vysvětlen celý plán.
Romeo se vrací do Verony, kde si kupuje jed. Otec Vavřinec se dozvídá, že Romeo neví, že je Julie stále naživu. Romeo vstupuje do kostela, kde leží Julie. Julie se probouzí, když si Romeo bere jed. Ti dva se navzájem vidí, než Romeo zemře. Julie zvedne Romeovu pistoli, střelí se do hlavy a ihned umírá. Tito dva milenci jsou nalezení mrtví v náručí toho druhého. Prince odsuzuje obě rodiny, jejichž boj vedl k takové tragédii a obě dvě těla jsou odvezena pohřební službou pryč.

## Hrají
Montekové
- Brian Dennehy jako Ted Montek
- Christina Pickles jako Caroline Monteková
- Leonardo DiCaprio jako Romeo Montek
- Dash Mihok jako Benvolio Montek
- Jesse Bradford jako Baltazar Montek
- Zak Orth jako Gregory (Řehoř) Montek
- Jamie Kennedy jako Sampson Montek

Kapuleti
- Paul Sorvino jako Fulgencio Kapulet
- Diane Venora jako Gloria Kapuletová
- Claire Danesová jako Julie Kapuletová
- John Leguizamo jako Tybalt Kapulet
- Vincent Laresca jako Abra Kapulet
- Carlos Martín Manzo Otálora jako Petruchio Kapulet
- Miriam Margolyes jako chůva

Ostatní
- Harold Perrineau jako Mercutio Escalus
- Pete Postlethwaite jako otec Vavřinec
- Paul Rudd jako Paris
- Vondie Curtis-Hall jako kapitán Prince
- M. Emmet Walsh jako lékárník
- Quindon Tarver jako chlapec ze sboru
- Edwina Moore jako hlasatelka zpráv (vypravěčka)

## Soundtrack
Seznam skladeb
1. „#1 Crush“ – Garbage
2. „Local God“ – Everclear
3. „Angel“ – Gavin Friday
4. „Pretty Piece of Flesh“ – One Inch Punch
5. „Kissing You (Love Theme from Romeo & Juliet)“ – Des'ree
6. „Whatever (I Had a Dream)“ – Butthole Surfers
7. „Lovefool“ – The Cardigans
8. „Young Hearts Run Free“ – Kym Mazelle
9. „Everybody's Free (To Feel Good)“ – Quindon Tarver
10. „To You I Bestow“ – Mundy
11. „Talk Show Host“ – Radiohead
12. „Little Star“ – Stina Nordenstam
13. „You and Me Song“ – The Wannadies